# محمد بشیچ
محمد بشیچ (بوسنیایی: Muhamed Bešić؛ زادهٔ ۱۰ سپتامبر ۱۹۹۲) بازیکن فوتبال اهل بوسنی و هرزگوین است.
وی همچنین در تیم ملی فوتبال بوسنی و هرزگوین بازی کرده‌است.